# 焦尔语
焦尔语是老挝琅南塔省一种佤德昂语支语言。

Diffloth & Zide (1992)将Con列为拉墨语方言，但Sidwell (2010)则将其处理为焦尔语方言。“焦尔”可能是历史上Saamtaav人曾用过的名字。